# Карън Андерсън
Карън Крузи Андерсън (на английски: Karen Anderson), по рождение Джун Миликамп Крузи, е американска писателка на произведения в жанра научна фантастика.

## Биография и творчество
Родена е в Ерлангър, Кентъки, САЩ на 16 септември 1932 г.
През 1952 г. семейството ѝ се премества във Вашингтон. Там се свързва с Асоциацията на писателите на научна фантастика във Вашингтон. Работи като секретарка и присъства на литературните конференции в Чикаго. Там среща писателите Пол Андерсън, Джон Кемпбъл, Антъни Буше, Гордън Диксън, и много други. Започва да пише първите си фензини.
През 1953 г. се омъжва за писателя Пол Андерсън. Имат дъщеря Астрид, която се омъжва за писателя Грег Беър.
Първият ѝ разказ, в съавторство със съпруга ѝ, „Innocent at Large“ е публикуван през 1958 г.
През 80-те години е съавтор със съпруга си на поредиците „Последният викинг“ и „Кралят на Из“.

## Произведения

### Серия „Последният викинг“ (Last Viking) – сПол Андерсън
1. The Golden Horn (1980)
2. The Road of the Sea Horse (1980)
3. The Sign of the Raven (1981)

### Серия „Кралят на Из“ (King of Ys) – с Пол Андерсън
1. Roma Mater (1986)
2. The Gallicenae (1987)
3. Dahut (1988)
4. The Dog and the Wolf (1988)

### Разкази
- Landscape with Sphinxes (1962)
- The Piebald Hippogriff (1962)
- Six Haiku (1962)
- Treaty in Tartessos (1963)
Тартеският договор, сп. „Наука и техника за младежта“ (1971), прев. Елка Хаджиева
- A Feast for the Gods (1971) – с Пол Андерсън
- The Kitten (1976) – с Пол Андерсън

### Сборници
- The Unicorn Trade (1984) – с Пол Андерсън
- The Golden Age of Science Fiction – Volume XV (2016) – с Пол Андерсън, Джером Биксби, Бен Бова, Робърт Силвърбърг, Клифърд Саймък, С. Е. Смит, Евелин Смит и Ф. Л. Уолъс